# Victor Hedman
Victor Hedman (Örnsköldsvik, Suecia, 18 de diciembre de 1990), apodado Heddy, Harry o The Big Swede, es un jugador profesional sueco de hockey sobre hielo que se desempeña en la posición de defensor izquierdo en Tampa Bay Lightning, equipo de la National Hockey League (NHL).

## Carrera
Fue seleccionado en la primera ronda en la NHL Entry Draft de 2009. Hizo su debut profesional con el equipo Tampa Bay Lightning, donde lleva jugando quince temporadas.